# Banque franco-chinoise pour le commerce et l'industrie
La Banque franco-chinoise pour le commerce et l'industrie (BFC, connue en anglais sous le nom de Franco-Chinese Bank et en chinois: 中法工商银行 ) est une ancienne banque franco-chinoise. 

## Historique

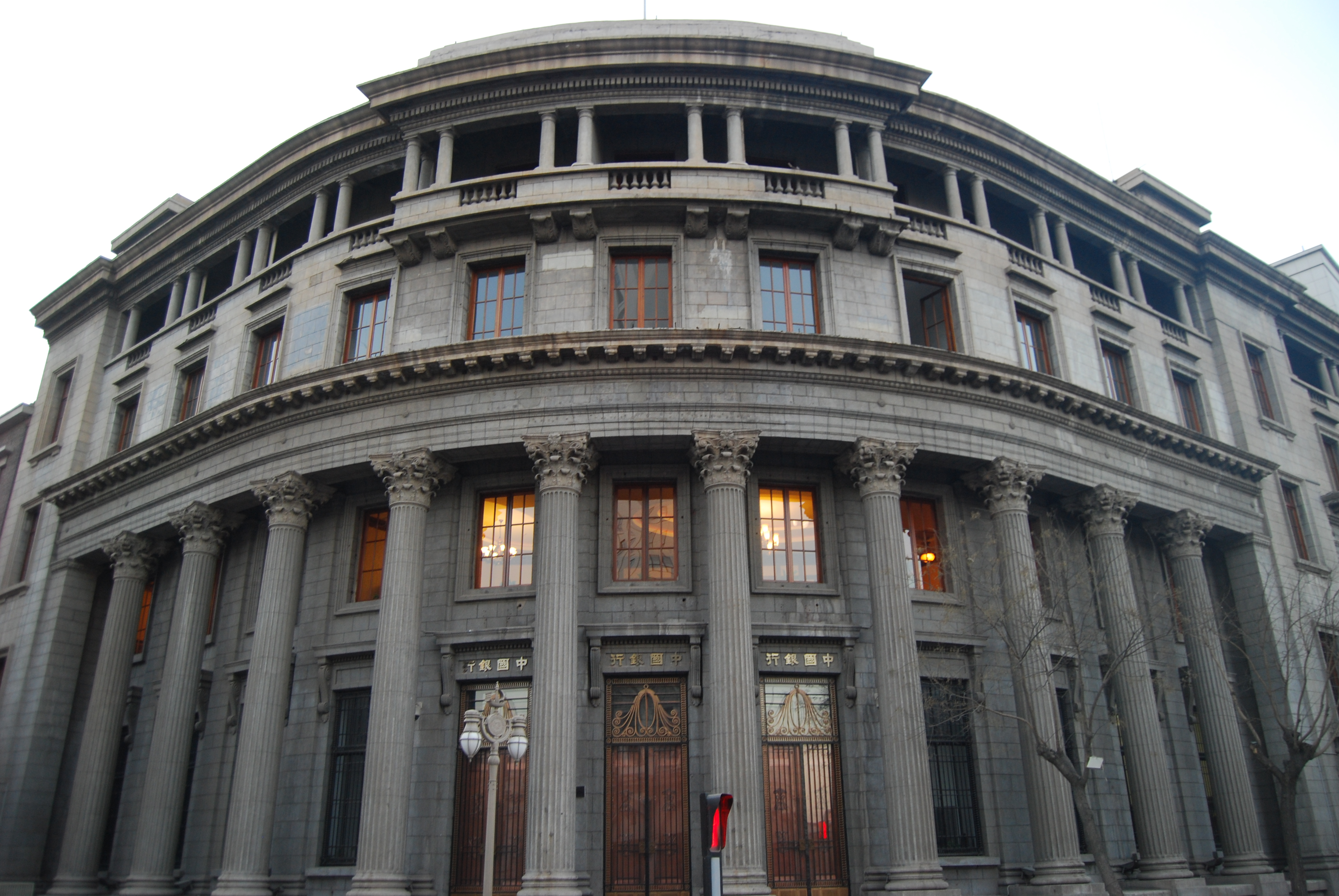
Bureau de Tianjin.

Cette banque fut une banque d'investissement franco-chinoise fondée en 1925 pour reprendre les actifs de Banque Industrielle de Chine. Elle était le résultat d'une demande conjointe des deux gouvernements. Elle eut une très grande importance dans la coopération entre la Chine et la France. Ses principaux bureaux étaient à Pékin, Shanghai, Tianjin et à Paris, Lyon et Marseille. Son premier directeur général était Marc Langlois-Berthelot, un financier français (gendre du créateur de la banque d'origine : la BIC). Sous son impulsion, la Banque Franco-Chinoise ouvrit des bureaux à Cholon (quartier de Saïgon). Des historiens de l'économie ont montré que cette banque utilisait dans ses premiers documents officiels des dragons signes de force et de chance. Plus largement, Marc Langlois-Berthelot se serait semble-t-il distingué des autres directeurs de banques européennes par un respect et connaissance profonde des traditions chinoises.
Cette banque a participé à la mise en place de la Société de recherches et d'applications techniques qui a joué un rôle clef dans la création de la bombe atomique française. Marc Langlois-Berthelot directeur général de cette banque lança pour la BFC un large programme de financement et d'accompagnement dans le domaine d'entreprises dans les nouvelles technologies. En France cette banque a travaillé notamment pour des sociétés de chemins de fer, des compagnies d'électricité ou des entreprises utilisant les nouvelles technologies pour le divertissement comme Pathé.